# Sandis Prūsis
Sandis Prūsis (Ventspils, 24 ottobre 1965) è un ex bobbista lettone, sino al 1990 gareggiava per l'Unione Sovietica.

## Biografia
Pratica la disciplina dal 1983 come pilota per l'allora nazionale sovietica sino alla sua dissoluzione quando, nel 1991, passò a gareggiare per la Lettonia. È arrivato per tre volte secondo nella graduatoria generale di Coppa del Mondo nel bob a quattro, giungendo alle spalle dello svizzero Marcel Rohner nel 1999/00 e venendo sopravanzato dal tedesco André Lange sia nel 2000/01 che nel 2002/03. Fu inoltre terzo nel bob a due e nella combinata maschile al termine della stagione 1997/98 e nuovamente terzo in combinata nel 2000/01.
Prūsis ha partecipato a quattro edizioni delle Olimpiadi: ad Albertville 1992 partì come riserva ma partecipò alle gare a causa dell'infortunio occorso a Jānis Ķipurs, terminò quindi la gara di bob a due al 15º posto e quella a quattro al 14º. Due anni dopo, a Lillehammer 1994, fu invece 16º a due e 19º a quattro. Disputò la sua migliore olimpiade a Nagano 1998 dove si classificò al quinto posto bob a due e al sesto nel bob a quattro mentre a Salt Lake City 2002 fu undicesimo nella specialità biposto e settimo in quella a quattro.
Ai mondiali ha totalizzato quali migliori piazzamenti il settimo posto nel bob a due ottenuto in due occasioni: ad Sankt Moritz 1997 e a Lake Placid 2003; nel bob a quattro fu invece quarto a Sankt Moritz 2001. Ha vinto invece una medaglia d'oro e una d'argento campionati europei; conquistò infatti il titolo continentale nel bob a quattro a Winterberg 2003 con i compagni Jānis Silarājs, Mārcis Rullis e Jānis Ozols, mentre arrivò secondo a Cortina d'Ampezzo 2000.

Ha inoltre vinto sei titoli nazionali lettoni.
Si ritirò dall'attività agonistica al termine dei campionati mondiali di Lake Placid 2003. È stato capo-allenatore della nazionale italiana di bob dal 2004 al 2006, anno in cui passò a dirigere lo staff tecnico della nazionale lettone, incarico che ricopre attualmente.

## Palmarès

### Europei
- 2 medaglie:
  - 1 oro (bob a quattro a Winterberg 2003);
  - 1 argento (bob a quattro a Cortina d'Ampezzo 2000).

### Coppa del Mondo
- Miglior piazzamento in classifica generale nel bob a due: 3º nel 1997/98;
- Miglior piazzamento in classifica generale nel bob a quattro: 2º nel 1999/00, nel 2000/01 e nel 2002/03;
- Miglior piazzamento in classifica generale nella combinata maschile: 3º nel 1997/98 e nel 2000/01.
- 11 podi[3] (2 nel bob a due e 9 nel bob a quattro):
  - 2 vittorie (nel bob a quattro);
  - 7 secondi posti (2 nel bob a due e 5 nel bob a quattro);
  - 2 terzi posti (nel bob a quattro).

#### Coppa del Mondo - vittorie[3]
| Data             | Luogo             | Paese    | Disciplina                                                |
| ---------------- | ----------------- | -------- | --------------------------------------------------------- |
| 15 dicembre 2002 | Cortina d'Ampezzo | Italia   | a quattro con Mārcis Rullis, Jānis Silarājs e Jānis Ozols |
| 26 gennaio 2003  | Winterberg        | Germania | a quattro con Jānis Silarājs, Mārcis Rullis e Jānis Ozols |

### Campionati lettoni
- 6 medaglie[1]:
  - 6 ori[2] (nel 1993; nel 1995; nel 1998; nel 1999; nel 2000; nel 2001)[4];